# Helter Skelter (альбом)
Helter Skelter — второй студийный альбом The D.O.C., вышедший в 1996 году. Название альбома взято у группы The Beatles с трека «Helter Skelter».

## Список композиций
1. «Intro» (при участии: Eddie Griffin)
2. «Return of da Livin' Dead»
3. «From Ruthless 2 Death Row (Do We All Part)»
4. «Secret Plan» (при участии: Jello Biafra)
5. «Komurshell (Mo' Hair)» (при участии: Erotic D)
6. «4 My Doggz»
7. «.45 Automatic» (при участии: Passion, Mally-G)
8. «Sonz o' Light» (при участии: Erotic D, Mally-G)
9. «Bitchez» (при участии: Erotic D)
10. «Interlude»
11. «Da Hereafter» (при участии: Erotic D)
12. «Erotix Shit» (при участии: DFC, Erotic D, MC Breed, Mz. Allan, Mally-G)
13. «Welcome to the New World» (при участии: Erotic D)
14. «Killa Instinc» (при участии: Erotic D)
15. «Komurshell» (при участии: Voodoo Einstein)
16. «Brand New Formula»
17. «Outro» (при участии: Erotic D)

Бонус трек
- «Crazy Bitchez» (при участии: Erotic D)

## Синглы
| «Return of da Livin' Dead» - Дата выпуска: 1995 - Сторона «А»: «From Ruthless to Death Row (Do We All Part)» |
| «4 My Doggz» - Дата выпуска: 1996 - Сторона «Б»: «4 My Doggz» (instrumental)                                 |